# فرودگاه بین‌المللی ترنت لات
فرودگاه بین‌المللی ترنت لات (به انگلیسی: Trent Lott International Airport) یک فرودگاه همگانی باربری با کد یاتا PGL است که یک باند فرود آسفالت دارد و طول باند آن ۱۹۸۱ متر است. این فرودگاه در کشور ایالات متحده آمریکا قرار دارد و در ارتفاع ۵ متری از سطح دریا واقع شده است.